# Семьон Шчедрин
Семьон Щедрин (на руски: Семён Фёдорович Щедрин) е руски художник пейзажист, академик в Императорската художествена академия.

## Биография
Семьон Фьодорович Щедрин е роден на 6 (17) април 1745 г. в Санкт Петербург.
Син е на войник от лайб-гвардейския Преображенски полк. Най-вероятно получава първоначалното си образование в полковата контролна комисия за обучение в грамотност (счетной комиссии для обучения письма). През 1759 г., на 14-годишна възраст, е приет в Императорската художествена академия. Завършва Академията през 1765 г. с малък златен медал и получава званието „художник с право на чин от XIV клас, с атестат 1-ва степен и шпага.“
Щедрин е един от седемте випускници на Художествената академия през 1767 г., които са получили медал и правото на задгранична командировка. Всички са изпратени в Париж. Там те се представят на посланика –граф Голицин, на знаменития енциклопедист, теоретик и критик Дидро, на когото Академията възложила ръководството над стипендиантите.
В Париж Щедрин изучава старите и съвременните художници. Под влияние на идеите от епохата
 на Просвещението, според които красотата съществува не само в класическите произведения, но също така и в ежедневния Живот и в Природата, художникът работи повече на открито, пленарна живопис.
В Рим той попада под влияние на идеите на класицизма, според които изкуството трябва да отразява древните творби и така да продължава успешното им съществуване. Щедрин не успява в бъдаще да се справи с това влияние.
Умира на 1 (13) септември 1804 г. в Санкт Петербург. Погребан е в православното гробище в Смоленск. През 1939 г. е препограбан в Некропола на починалите през XVIII век.

## Ведути
Щедрин се връща в Санкт Петербург през 1776 г. и получава званието „назначен в Академията“ (1776). Възложено му е преподавенето в класа по пейзаж. През същата година е определен за живописец към Кабинета на Нейно Императорско величество със задължението да рисува изгледи (ведути) от дворците и парковете на Екатерина II. Така възникват произведенията като „Изглед към острова в Голямото езеро в градините на Царско село“ (1777) и „Селски двор в Царско Село“ (1777).
След 1780 г. Щедрин взема участие в реставрацията на творби от Ермитажа, а през 1799 г. възглавява новия учебен клас по пейзажна живопис.
Върховата точка в неговото творчество са деветдесетте години на XVIII век. Най-известните картини от този период са изгледите от парковете и дворците в Павловск, Гатчина и Петерхоф: „Мелница и кулата Пил в Павловск“ (1792), „Изглед към гатчинския дворец от Сребърното езеро“ (1798), „Изглед към гатчинския дворец от Дългия остров“ (1798), „Каменния мост в Гатчина“ (1799 – 1801), „Изглед към двореца на Каменния остров през река Голяма Невка от страната на брега на Строгановското езеро“ (1803).
Композицията на всички негови работи е еднаква и съответства на правилата на академическия класицизъм.

## Кариера
Щедрин получава званието „академик“ през 1779 по зададената тема: „Да се представи пейзаж по пладне с добитък, овчари и овчарки, част от гора, вода, планини, храсти и прочее“.
Други длъжности на Семьон Щедрин са:
- съветник в Художествената академия(1785), инспектор на художествените класове (1787 – 1794), член на Съвета на Академията (от 1788),
- заместник-ректор (1796), нееднократно е възглавявал временно Художествената академия.
- завеждащ на гравюрния кабинет на класа по пейзажна живопис, който бил учреден към Кабинета на Нейно императорско величество (1799).[1]